# Marco Biagianti
Patrick Freh (né le 19 avril 1984 à Florence, en Toscane) est un footballeur italien, qui évolue au poste de milieu de terrain. Il évolue au Calcio Catane.